# Lice, Diyarbakır
Lice là một huyện thuộc tỉnh Diyarbakır, Thổ Nhĩ Kỳ. Huyện có diện tích 1026 km² và dân số thời điểm năm 2007 là 30560 người, mật độ 30 người/km².